# Fest Vainqueur
FEST VAINQUEUR(до осени 2010 г. Sincrea) - японская прогрессив рок/хэви-метал-группа. Группа является одной из самых популярных молодых Visual kei групп, и известна профессионализмом участников.

## История

### Sincrea (2005 - 2010)
Группа появилась 20 июня 2005 года, после того как Tomo занял в ней место гитариста. Группа выпустила первый мини-альбом "HELIANTHUS" 19 декабря 2007 года, и в том же месяца провела первый сольный концерт SINCREA LIVE HELIANTHUS 2007. Впоследствии выпущенный сингл "Hikari" занял 20 строчку в чарте Oricon.
Летом 2008 года коллектив провёл тур с другой группой их лейбла  Golden Bomber под названием "LIVE HELIANTHUS #3"  with Golden Bomber. Уже в октябре того же года, SINCREA впервые выступили за границей. Концерт был посвящён японской культуре и проходил в Финляндии. Впоследствии группа ещё раз сыграла в Финляндии, играя на одной сцене с популярной японской фанк-рок-группой GARI
Впоследствии группа выпускает ряд синглов занявших высокие позиции в чартах - "Sakura mai chiru kisetsu ni kimi ga yume mita koto" и "Glass no namida", занявшие 4 и 7 позиции соответственно. 16 Декабря вышел второй альбом группы - "Pandora".

## Музыкальное влияние
Участники группы являются большими поклонниками культовой японской метал-группы Janne da Arc, и изначально планировали писать музыку в таком же направлении. Клавишник Janne da Arc также был продюсером нескольких релизов группы, и на одном из синглов записал партию клавишных. Но начиная с первого альбома "Atlas" участники группы решили больше реализовать свои собственные взгляды на творчество. К другим своим любимым группам, музыканты относят такие известные японские рок-группы как Siam Shade, X Japan и Luna Sea. Также ударник группы является поклонником западных метал-групп Slipknot, Rammstein и Children of Bodom.

## Состав
- Hal - вокал
- Hiro - бас-гитара
- Kazi - ударные
- I'll - гитара
- Gaku - гитара

### Бывшие участники
- Tomo - гитара

## Дискография

### Альбомы
- 2009-12-16	PANDORA (Regular Edition)	PANDORA (通常盤)	CD	album
- 2008-12-17	ATLAS		CD	album
- 2009-07-22	Zany Zap Complex #1		CD	album

### Синглы
- 2009-11-11	Xmas Day (Limited Edition)	Xmas Day (初回限定盤)	CD	single
- 2009-08-26	Garasu no Namida	ガラスノナミダ	CD	single
- 2009-04-01	Sakura mai chiru kisetsu ni kimi ga yume mita koto	さくら舞い散る季節に君が夢みたこと	CD	single
- 2008-05-28	Hikari	光	CD	maxi-single
- 2007-12-19	HELIANTHUS